# Oswaldo Massaini
Oswaldo Massaini (São Paulo em 3 de abril de 1920 - São Paulo, 25 de maio de 1994) foi um produtor e distribuidor de filmes brasileiros.

## Biografia
De origem humilde, Massaíni teve seus primeiros contatos com a indústria do cinema ao ser contratado como contador manual de ingressos nas salas de cinema no interior do Estado de São Paulo por distribuidores de filmes.Começou a atuar na área de produção em 1950 com Rua sem Sol. A partir daí foi um dos mais ativos produtores do cinema brasileiro nas décadas de 50, 60 e 70, sendo o responsável pela produção e distribuição de filmes como Chico Fumaça, Lampião, o Rei do Cangaço, Independência ou Morte, O Caçador de Esmeraldas, O Marginal e a co-produção (com Anselmo Duarte) e distribuição de ¨O Pagador de Promessas¨ e ¨Absolutamente Certo¨. Produziu mais de 60 filmes e fundou a produtora Cinedistri.
O Pagador de Promessas, coproduzido com Anselmo Duarte, foi o único filme latino-americano a ganhar a Palma de Ouro no Festival de Cannes, outorgada ao diretor, Anselmo Duarte.
É pai dos produtores de cinema Anibal Massaini Neto e Oswaldo Massaini Filho.